# Bandeira do Iémen
A bandeira nacional do Iêmen foi adotada em 22 de maio de 1990, no mesmo dia que o Iêmen do Norte e o Iêmen do Sul se unificaram. O padrão de faixas vermelha, branca e preta também estava presente nas bandeiras destes países, simbolizando pan-arabismo, assim como as bandeiras do Egipto, Síria, Bandeira do Iraque, entre outras.
Segundo a descrição oficial, as cores significam:
- Vermelho: representa o derramamento de sangue de mártires e unidade;
- Branco: representa futuro brilhante;
- Preto: representa o passado escuro.

Antes da unificação do Iêmen, o Norte usava a bandeira do Reino Mutawakkilite do Iêmen, de 1927 a 1962, quando ele se tornou a República Árabe do Iêmen, que usava uma bandeira similar a atual bandeira do Iêmen, mas com uma estrela verde no centro da faixa branca. 
A República Democrática do Iêmen, no Sul, usou uma bandeira com um triângulo azul-céu na tralha, com uma estrela vermelha. Enquanto o triângulo azul e design da estrela era o emblema do Partido Socialista do Yemen, o design da bandeira era aparentemente influenciado pela bandeira de Cuba, seguindo a Revolução Cubana da década de 1950. 

## Bandeiras históricas

Reino Mutawakkilite do Iêmen (1918-1923)
Reino Mutawakkilite do Iêmen (1923-1927)
Reino Mutawakkilite do Iêmen (1927-1962)
República Árabe do Iémen (1962)
República Árabe do Iémen (1962-1990)
Bandeira da Federação da Arábia do Sul (1962-1967)
República Democrática Popular do Iémen (1967-1990)